# Santa Maria do Castelo e São Miguel
Santa Maria do Castelo e São Miguel ist ein Ort und eine ehemalige Gemeinde (Freguesia) im portugiesischen Kreis Torres Vedras. Die Gemeinde hatte 6667 Einwohner (Stand 30. Juni 2011).
Sie bildete mit São Pedro e Santiago zusammen das wesentliche Stadtgebiet von Torres Vedras.
Mit der Gebietsreform vom 29. September 2013 wurden die Gemeinden Torres Vedras (Santa Maria do Castelo e São Miguel), Matacães und Torres Vedras (São Pedro e Santiago) zur neuen Gemeinde União das Freguesias de Torres Vedras (São Pedro e Santiago e Santa Maria do Castelo e São Miguel) e Matacães zusammengeschlossen.